# ویژن مایکل جکسون
ویژن مایکل جکسون (به انگلیسی: Michael Jackson's Vision) (به فارسی: تصور، الهام، وحی) یک کلکسیون جعبه‌ای شامل ۴۲ موزیک ویدئو از مایکل جکسون خوانندهٔ معروف آمریکایی است که در ۲۲ نوامبر ۲۰۱۰ منتشر شد. این آلبوم دارای ۳ دی‌وی‌دی و یک کتابچه‌است همچنین شامل ۱۰ موزیک ویدئو که هرگز منتشر نشده و موزیک ویدئوی «یک شانس دیگر» که پیشتر هرگز دیده نشده بود.
در برخی از ویدیوهای ویژن تغییراتی داده شده‌است که با نسخه‌های اصلی فرق دارد.

## نقد
منتقد موسیقی آسوشیتدپرس دربارهٔ این آلبوم گفت:
«مایکل جکسون آن چنان عرصهٔ کلیپ‌های موسیقی را معنا بخشیده‌است که ما هر یک از آنها را در قلب و جان خود می‌شناسیم. با اینکه تریلر، بزن به چاک و مجرم زیرک بسیار شگفت‌انگیزند، اما تنها بخشی از سبد وسیع و خارق‌العادهٔ ویدئوهایش را تشکیل می‌دهند.
ویژن (Vision) با بیش از ۴۰ ویدئو و از جمله آثار کمتر دیده شده، با سه دیسک و یک کتابچه، تلاشی برای به تصویر کشیدن نبوغ او در قلمروی هنرهای نمایشی است.
طرفداران دو آتشه حتماً شکایت خواهند کرد که نسخهٔ طولانی مجرم زیرک در این مجموعه نیست. از فیلم ارواح نیز فقط یک کلیپ کوتاه اضافه شده‌است. خبری از کاپیتان ای اُ هم نیست.
اما در مقابل، «حسی که تو به من میدی» با مقدمه‌اش و «سیاه یا سفید» با خاتمهٔ جنجال سازش موجوداند.
ویدئوهای ابتدایی او همچون «او در زندگی‌ام نیست» که هنوز درشان خبری از جادوی مایکل جکسون نیست، نیز بخشی از مجموعه‌اند. اما آن هنگام که او شروع کرد به اعجاز، کاری که با «بیلی جین» انجام داد، کسی را مأیوس نکرد؛ مثلاً ویدئوی «بد» که نسخهٔ کاملش در مجموعه آمده، بی‌همتاست.
در سال‌های پایانی حرفه‌اش، سنگینی دنیا و زخم زندگی را در او می‌بینیم. شاید برای همین است که ویدئوی «یک شانس بیشتر» بسیار تکان دهنده‌است. گویا او که از وجود دوربین‌ها خسته و بیزار شده‌است، تصمیم می‌گیرد که مردم مخاطبش، ستاره‌های این ویدئو باشند. او بیشتر از پشت سر نمایش داده می‌شود و مرکز توجه را بر روی حرکات رقصی قرار می‌دهد که او را به شهرت رساند و ما بار دیگر در اعجاز فرومی‌رویم».
فهرست ترانه‌ها
1. تا به اندازه کافی گیرت نیومده بس نکن (آلبوم: غیرمعمول)
2. رقص با تو (آلبوم: غیرمعمول)
3. او در زندگی‌ام نیست (آلبوم: غیرمعمول)
4. بیلی جین (آلبوم: تریلر)
5. بزن به چاک (آلبوم: تریلر)
6. تریلر (آلبوم: تریلر)
7. بد (آلبوم: بد)
8. حسی که تو به من میدی (آلبوم: بد)
9. مرد درون آینه (آلبوم: بد)
10. دایانای کثیف (آلبوم: بد)
11. مجرم زیرک (آلبوم: بد)
12. قسمت دیگر من (آلبوم: بد)
13. سرعت فریبنده (آلبوم: بد)
14. جمع شوید (آلبوم: تاریخ)
15. تنهام بذار (آلبوم: بد)
16. دختر لیبریایی (آلبوم: بد)
17. سیاه یا سفید (آلبوم: خطرناک)
18. زمان را به یاد بیاور (آلبوم: خطرناک)
19. در کمد (آلبوم: خطرناک)
20. جم (آلبوم: خطرناک)
21. دنیا را التیام بده (آلبوم: خطرناک)
22. تسلیم من شو (آلبوم: خطرناک)
23. او کیست (آلبوم: خطرناک)
24. آیا آنجا خواهی بود (آلبوم: خطرناک)
25. خیلی زود رفت (آلبوم: خطرناک)
26. جیغ (با جنت جکسون) (آلبوم: تاریخ)
27. کودکی (آلبوم: تاریخ)
28. تو تنها نیستی (آلبوم: تاریخ)
29. آواز زمین (آلبوم: تاریخ)
30. اهمیتی به ما نمی‌دهند (نسخه برزیلی) (آلبوم: تاریخ)
31. غریبه در مسکو (آلبوم: تاریخ)
32. خون روی زمین رقص (آلبوم: خون روی زمین رقص)
33. ارواح (آلبوم: خون روی زمین رقص)
34. دنیای مرا باشکوه می‌کنی (آلبوم: شکست‌ناپذیر)
35. گریه (آلبوم: شکست‌ناپذیر)
36. او را در بوگی سرزنش کن (جکسونز) (آلبوم: تقدیر)
37. از خودت لذت ببر (جکسونز) (آلبوم: جکسونز)
38. می‌توانی حسش کنی (جکسونز) (آلبوم: پیروزی)
39. بگو بگو بگو (با پل مک‌کارتنی) (آلبوم: فرمان صلح)
40. اهمیتی به ما نمی‌دهند (نسخه زندان) (آلبوم: تاریخ)

۴۱. چرا؟ (با ۳تی) (آلبوم: برادری)
۴۲.یک شانس دیگر (آلبوم: شماره یک‌ها)